# Brasserie et Glacière de Guyane
En 1968, M. Guy Massel crée la première brasserie de Guyane, la Brasserie et Glacière de Guyane (BGG), d'une capacité de 15 000 hl. Cette usine est installée route de Baduel, pont Maggy dans la périphérie de Cayenne.

## Production de soda
À partir de 1967, Massel produit de la limonade, du Coca-Cola et du Fanta (avec l'autorisation de The Coca-Cola Company) dans le bâtiment au bord de la route de Baduel.

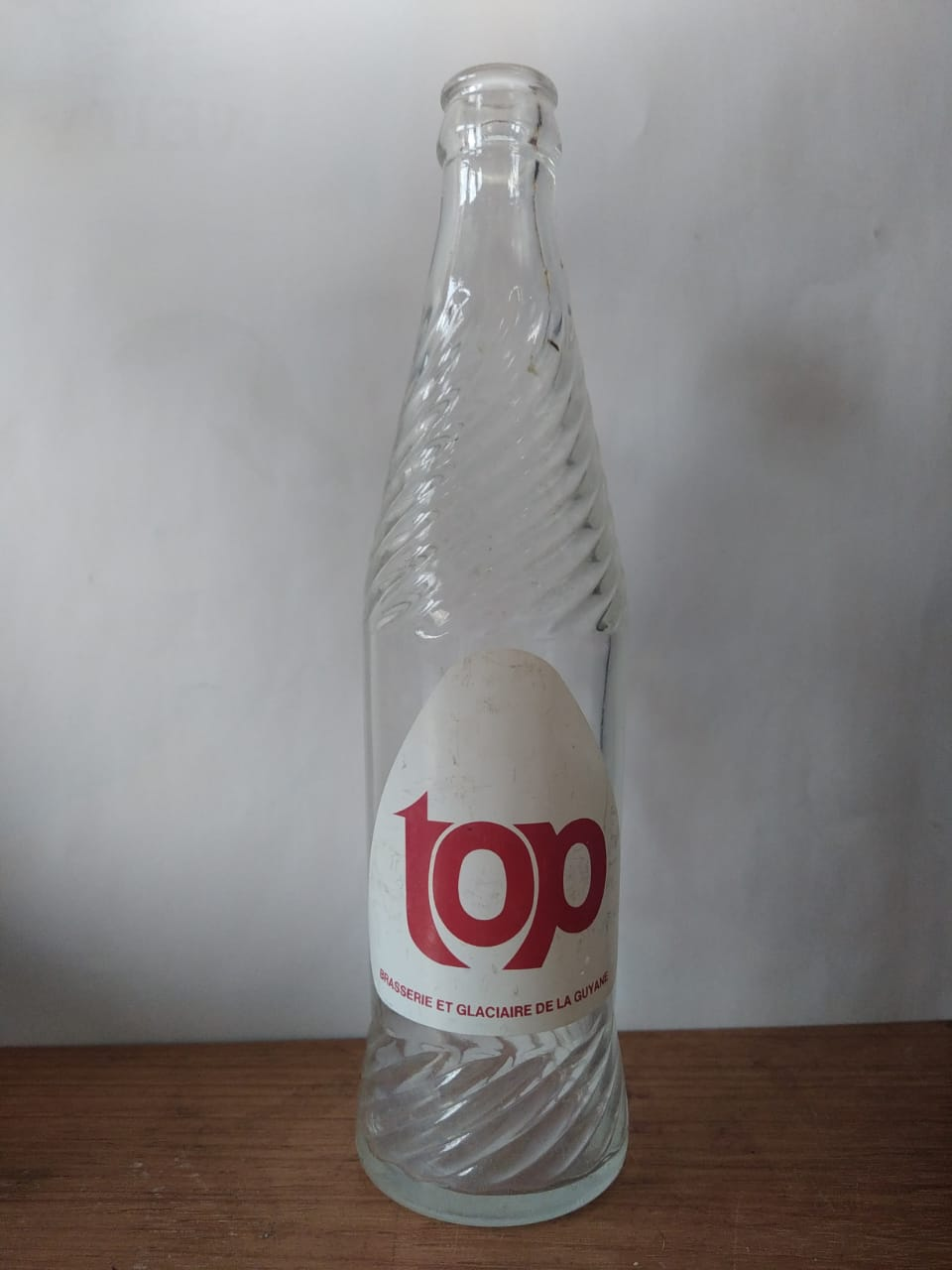
Bouteille de soda TOP produit par la BGG

À partir de 1977, la BGG lance sa propre marque de soda : TOP.
M. Jean Pierre Montocchio, est recruté comme directeur de 1985 à 1986 avec pour objectif d'analyser les raisons de la baisse des ventes de soda. Les habitudes de consommation des Guyanais ont évolué, ceux-ci délaissant de plus en plus les bouteilles de verre consignées au profit des bouteilles en plastique (emballage perdu). En 1986, BGG multiplie par 10 l’importation de containers de Coca-Cola conditionnées en bouteilles plastiques provenant de métropole, tandis que la vente de bouteilles de verre consignées continue de décroître.
En 1986, Guy Massel décide de fermer sa société et de vendre son usine à M. Fernandes, homme d’affaires hollandais implanté au Suriname, concessionnaire de la marque Coca-Cola dans ce pays. Le nouveau propriétaire décide de transformer rapidement l’usine de mise en bouteille de verre, par une unité de production en bouteilles plastiques sous le nom de Mar de Guyane.
Ce bâtiment est finalement détruit vers 1998.

## Production de bière

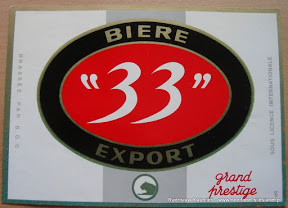
Étiquette de bière 33 export produite par BGG

À partir de 1967, la brasserie qui emploie une vingtaine d'ouvriers brasse de la bière Amstel et 33 export sous licence Amstel.
Cette brasserie est implantée à la suite du succès de l'installation d'une brasserie au Suriname voisin en 1954 avec le support également de la brasserie hollandaise Amstel.
Elle cesse son activité rapidement, avant décembre 1978 en raison de la concurrence trop importante avec les bières importées. De l'arrêt de la BGG à 2011, date de la création de la Brasserie guyanaise Jeune Gueule, il n'y aura plus de brasserie en activité en Guyane.
Le bâtiment est racheté par M. Le Gac à la fin des années 1970 pour y installer sa quincaillerie (toujours en activité en mai 2023).

## Production de pains de glace
La BGG a produit des pains de glace.

## Guy Massel, le fondateur

### Biographie
Guy Massel est né à Fort-de-France (Martinique) le 17 février 1924.
À 24 ans en 1948, il crée la Société maritime guyanaise avec son frère Yves et l'assistance de leur père Charles et de M. F. Tanon. Yves et Guy prennent parfois le commandement de leur bateau Mary et Lady qui transportent essentiellement du carburant en fûts entre Trinité-et-Tobago et la Guyane.
À partir de 1953, il crée plusieurs sociétés en Guyane, la MAP (Massel / Perez), société de construction de bâtiment, Masselco, la représentation de Peugeot en Guyane,, route de Montabo à Cayenne et la BGG.
Sa fille Micheline décède dans un accident de la route très médiatisé le 20 août 1977.
Il décède le 6 septembre 2011 à l'âge de 87 ans à Cannes.

### Carrière politique
Au cours de sa carrière, il exerce également le poste de vice-président de la Chambre de commerce et d'industrie de la Guyane et celui de président de la Caisse départementale d'allocations familiales de la Guyane à partir de 1971. Encarté au RPR, il est élu au conseil général le 3 avril 1979 au poste de conseiller général de l'Oyapock. En juillet de la même année cependant, il est démis de ses fonctions d'élu cantonal dans ce qui est cité comme l'affaire Massel